# Tijuana
Tijuana  [tiˈxwana] ist eine Stadt im Nordwesten von Mexiko im Bundesstaat Baja California an der Küste des Pazifiks. Die Bevölkerung belief sich 2019 auf etwa 1,902 Millionen Menschen vor Ort und über 2,3 Millionen im Ballungsraum. Die Stadt, die nur 29 Kilometer südlich der Stadtmitte und direkt an der südlichen Grenze der US-amerikanischen Stadt San Diego liegt, ist ein wichtiger Zielort für Touristen und Reisende aus Südkalifornien. Tijuana ist ein Teil der Metropolregion San Diego–Tijuana und der Megalopolis Südkaliforniens, die nördlich von Los Angeles anfängt und sich bis in die Mojave-Wüste erstreckt.
Infolge des Drogenkriegs in Mexiko wurde Tijuana, gemessen an der Mordrate, im 2010er Jahrzehnt zu einer der gefährlichsten Städte weltweit.

## Verkehr
- Die Stadt liegt unmittelbar an der Grenze zu den USA, wohin zwei Straßenübergänge bestehen. Von Tijuana aus beginnen die mexikanischen Bundesstraßen Carretera Federal 1, auch Transpeninsular genannt, der in Cabo San Lucas, Baja California Sur, endet und Carretera Federal 2, der in Matamoros, Tamaulipas, endet.
- Tijuanas internationaler Flughafen General Abelardo L. Rodriguez International Airport wird von den Fluglinien Volaris, Aeroméxico, Interjet, Viva Aerobus und Calafia Airlines angeflogen aus 20 Zielen im Norden und Mitten Mexikos.[3] Der Flughafen befindet sich direkt vor dem Grenzzaun der USA (auf der anderen Straßenseite); es gibt eine gebührenpflichtige Fußgängerbrücke zu einem Terminal (zusammen Cross Border Xpress, „CBX“ genannt) an der US-Seite.[4]

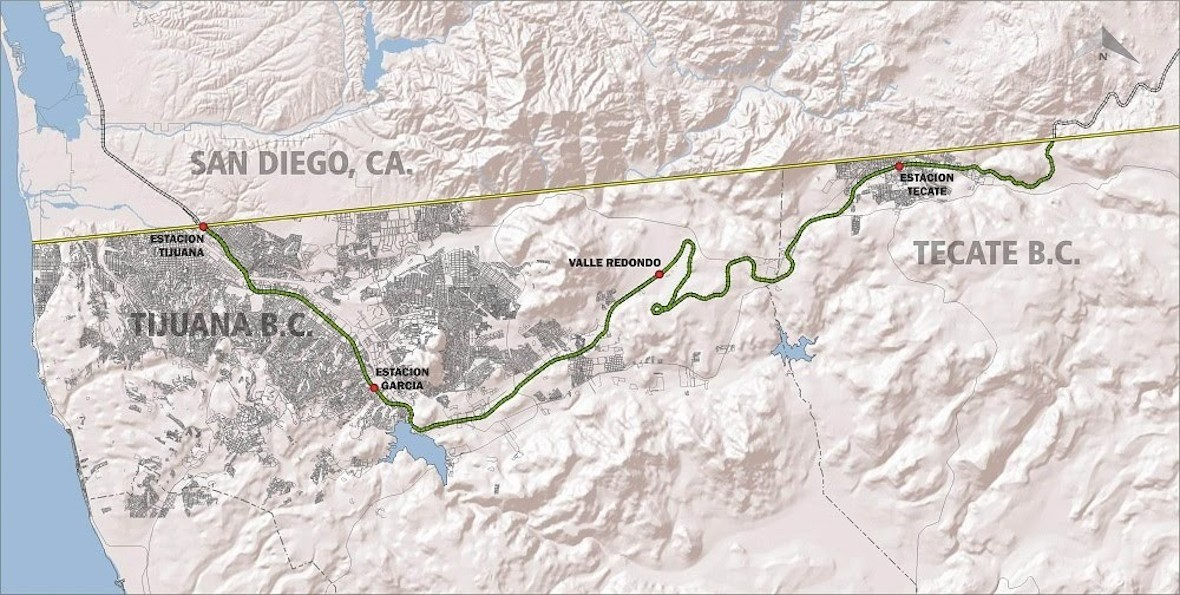
Streckenkarte der Baja California Railroad

- Die Baja California Railroad ist eine derzeit nur im Güterverkehr betriebene Eisenbahnstrecke im Nordwesten von Baja California mit Anschluss an die San Diego and Imperial Valley Railroad in San Ysidro, Kalifornien, von wo aus sie über Tijuana mit der Estación de Tijuana, dem Grenzgüterbahnhof Tijuana, nach Tecate und weiter nach Campo (Kalifornien) und El Centro (Kalifornien) in den USA verläuft. Es besteht keine Verbindung zum mexikanischen Eisenbahnnetz. Streckenkarte der Baja California Railroad Die Baja California Railroad nahm 2012 den Betrieb auf und nutzte 71,48 Kilometer Gleise, die seit 1910 von der Tijuana and Tecate Railway als Teil der San Diego & Arizona Railway von San Diego nach El Centro betrieben wurden. Die Eisenbahn wird vom Tijuana-Tecate Short Line Administrator verwaltet, einer Einrichtung der Regierung von Baja California[5].

## Einwohnerentwicklung
Bevölkerungsentwicklung der Stadt
| Jahr | Einwohnerzahl |
| ---- | ------------- |
| 1990 | 698.752       |
| 1995 | 966.097       |
| 2000 | 1.148.681     |
| 2005 | 1.286.187     |
| 2010 | 1.512.512     |
| 2020 | 1.810.645     |

Bevölkerungsentwicklung der Metropolregion
| Jahr | Einwohnerzahl |
| ---- | ------------- |
| 1950 | 60.000        |
| 1960 | 154.000       |
| 1970 | 289.000       |
| 1980 | 437.000       |
| 1990 | 812.000       |
| 2000 | 1.365.000     |
| 2010 | 1.754.000     |
| 2018 | 2.318.000     |

## Verwaltungsgliederung
Tijuana ist in 9 Delegationen mit eigener Verwaltung aufgeteilt:
1. Centro
2. Cerro Colorado
3. La Mesa
4. La Presa
5. La Presa Este (Ost-La Presa)
6. Otay Centenario (Zusammenschluss der früheren Mesa de Otay und Centenario Delgationen)
7. Playas de Tijuana
8. San Antonio de los Buenos
9. Sánchez Taboada

## Klimatabelle
|                       | Jan  | Feb  | Mär  | Apr  | Mai  | Jun  | Jul  | Aug  | Sep  | Okt  | Nov  | Dez  |   |       |
| Mittl. Tagesmax. (°C) | 20,6 | 21,0 | 20,5 | 21,6 | 23,6 | 25,7 | 28,5 | 28,0 | 27,6 | 25,4 | 23,2 | 20,7 | ⌀ | 23,9  |
| Mittl. Tagesmin. (°C) | 7,4  | 8,4  | 9,6  | 10,7 | 13,4 | 15,3 | 17,1 | 17,9 | 17,0 | 13,1 | 9,8  | 6,9  | ⌀ | 12,2  |
|                       |      |      |      |      |      |      |      |      |      |      |      |      |   |       |
| Niederschlag (mm)     | 43,1 | 42,7 | 61,5 | 19,5 | 3,2  | 0,7  | 0,5  | 0,4  | 5,4  | 9,4  | 32,3 | 36,2 | Σ | 254,9 |
|                       |      |      |      |      |      |      |      |      |      |      |      |      |   |       |
| Regentage (d)         | 5,9  | 5,4  | 8,1  | 3,8  | 1,1  | 0,6  | 0,5  | 0,3  | 1,1  | 2,7  | 3,8  | 4,4  | Σ | 37,7  |

| 7,4 |

| 8,4 |

| 9,6 |

| 10,7 |

| 13,4 |

| 15,3 |

| 17,1 |

| 17,9 |

| 17,0 |

| 13,1 |

| 9,8 |

| 6,9 |

| 7,4 |

| 8,4 |

| 9,6 |

| 10,7 |

| 13,4 |

| 15,3 |

| 17,1 |

| 17,9 |

| 17,0 |

| 13,1 |

| 9,8 |

| 6,9 |

## Galerie

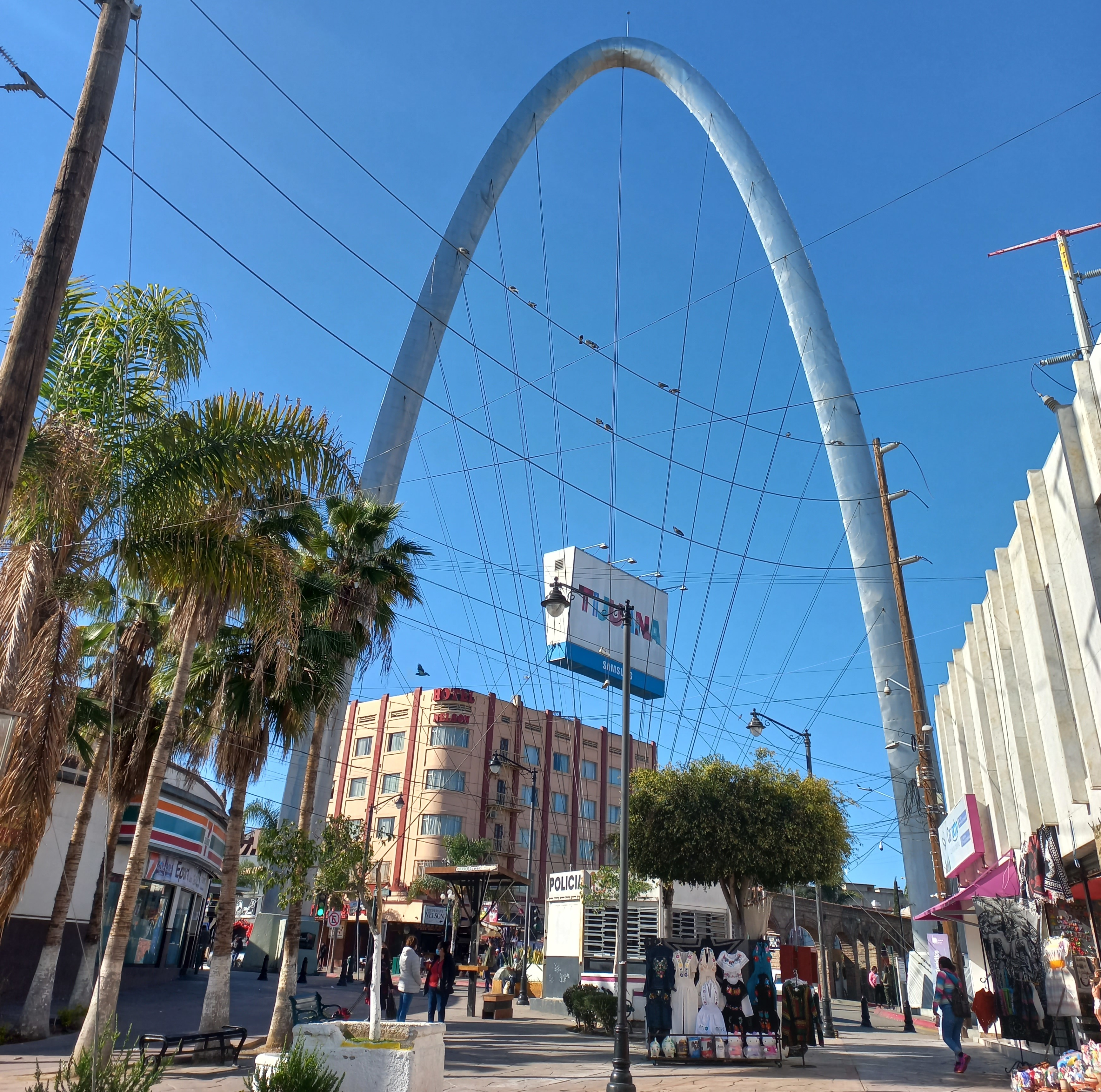
Tijuana-Bogen an der Avenida Revolución
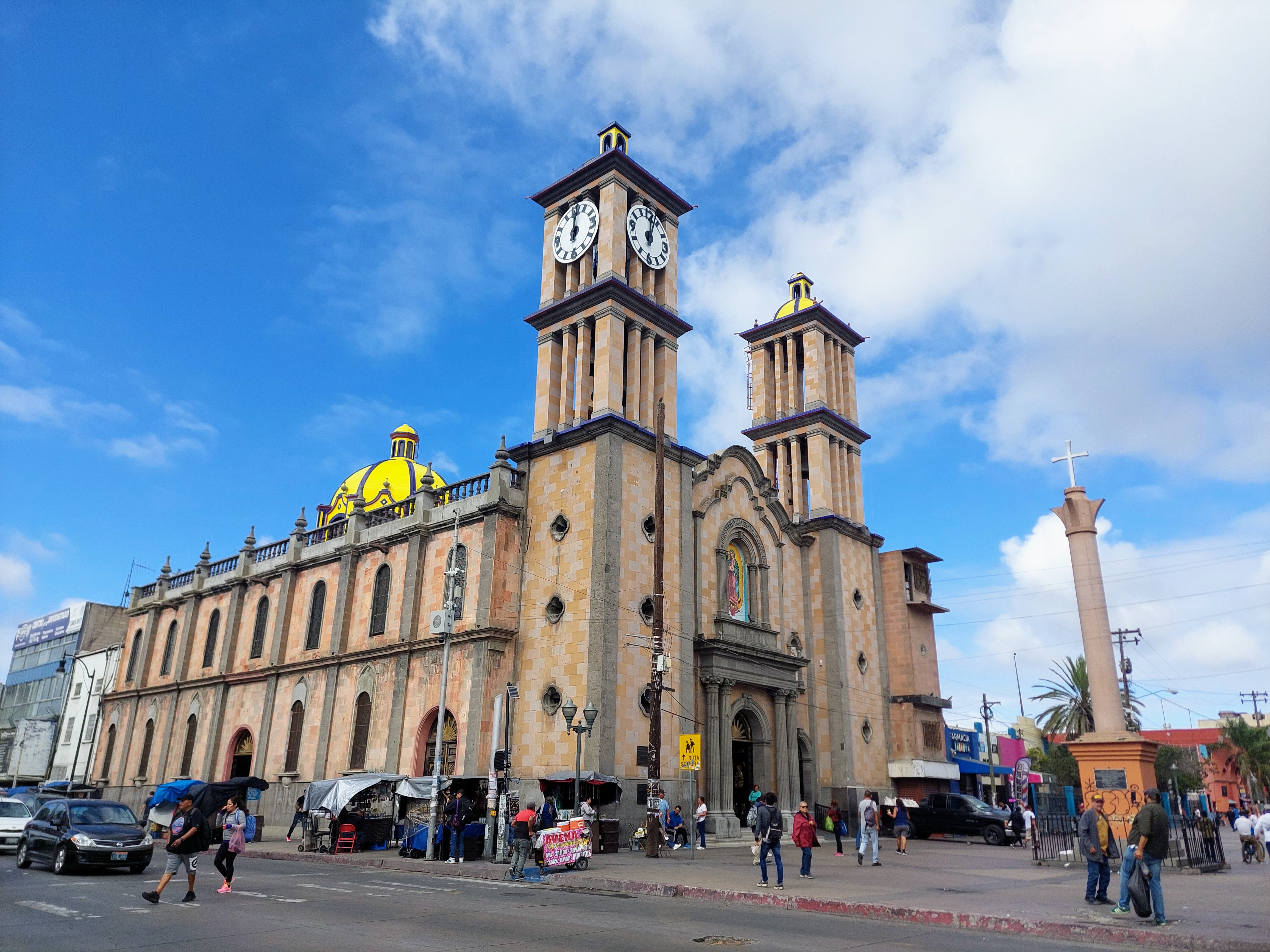
Kirche des Heiligtums der Jungfrau von Guadalupe, erbaut 1949–1956
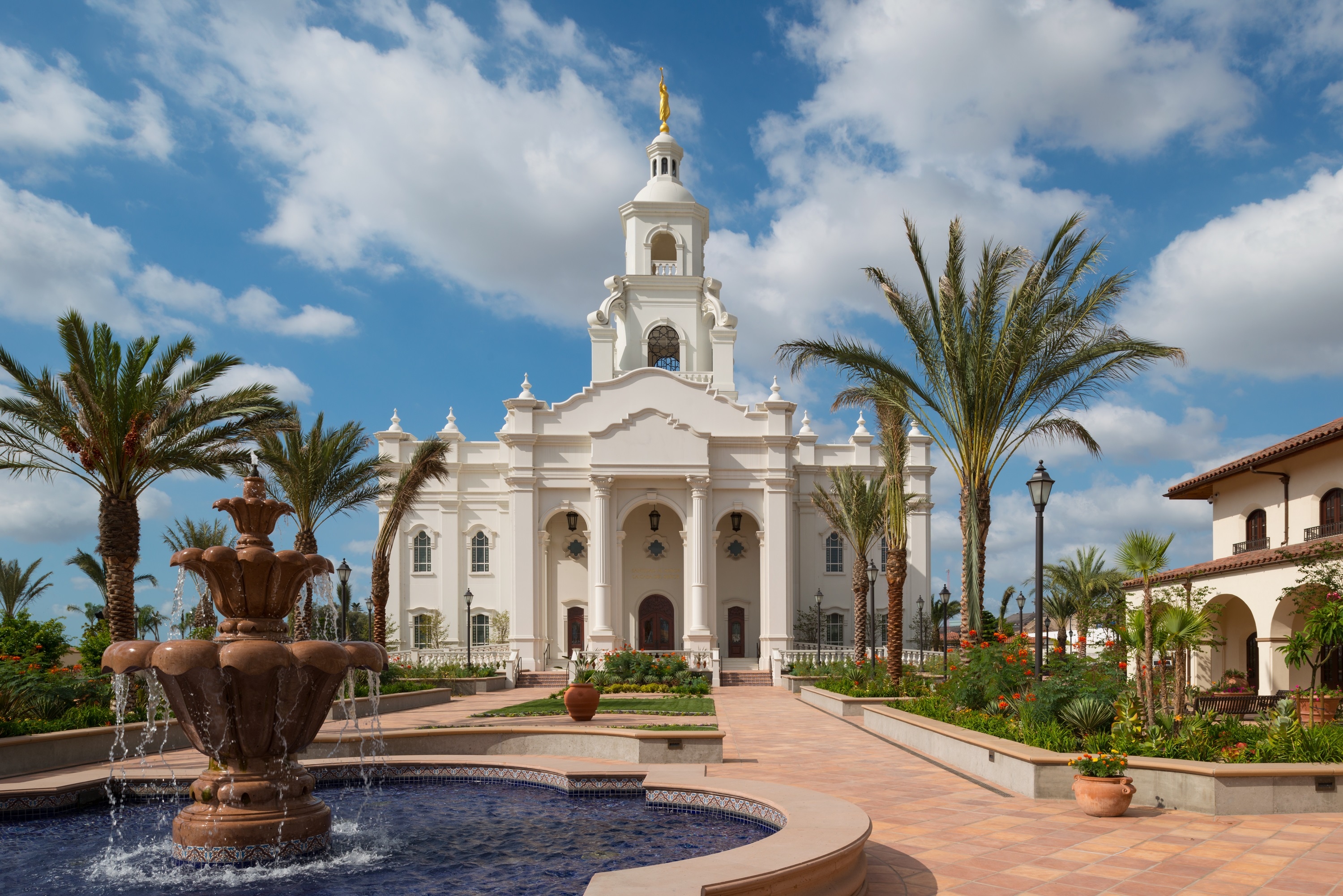
México Tempel der Kirche Jesu Christi der Heiligen der Letzten Tage
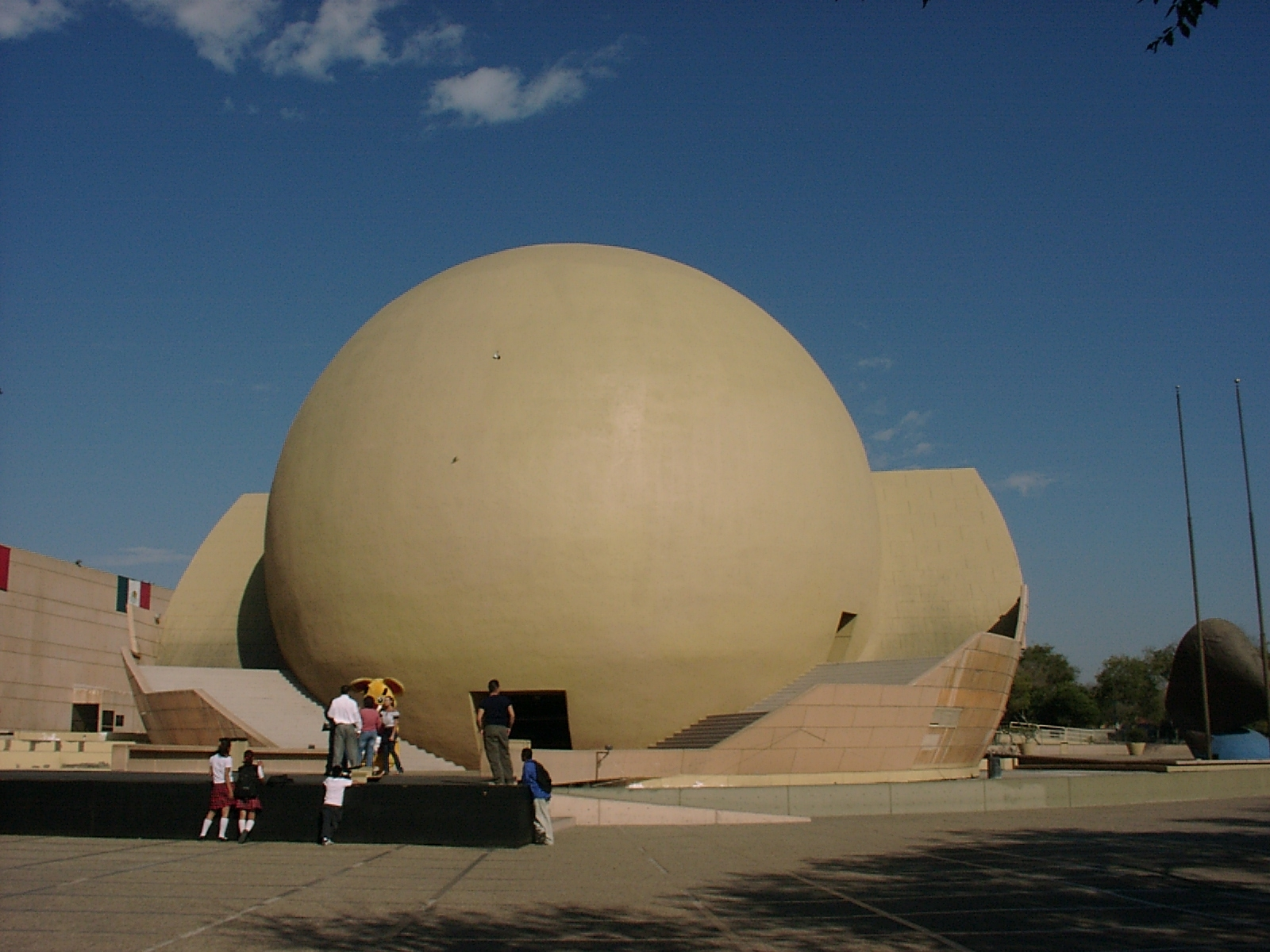
Kulturzentrum (CECUT)
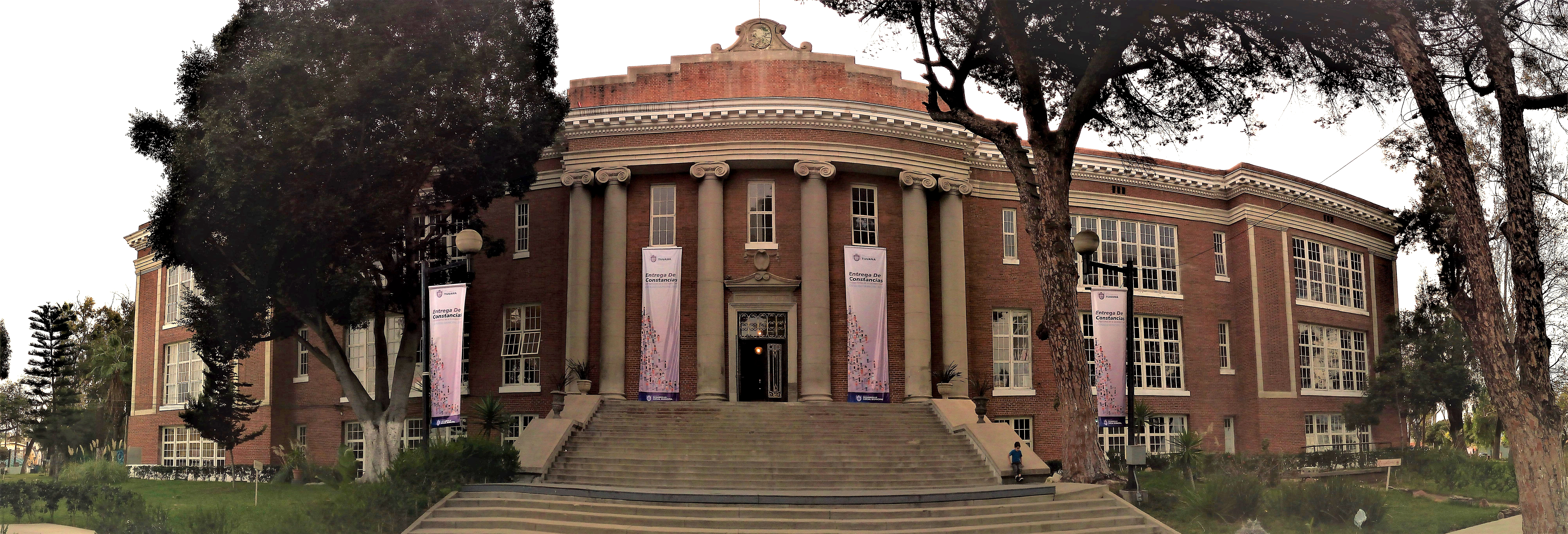
Casa de la Cultura in Tijuana, eröffnet 1930
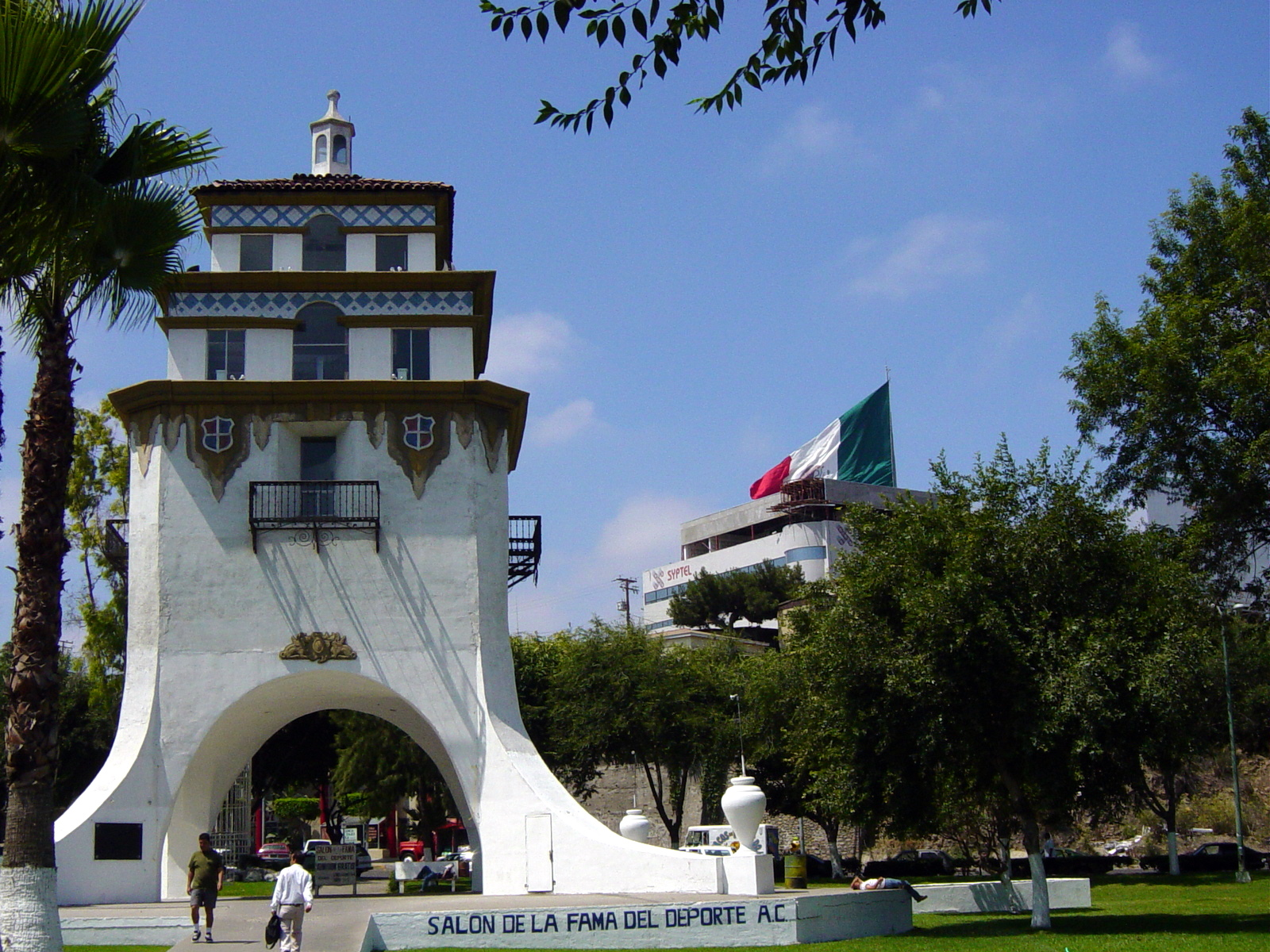
Torre de Agua Caliente
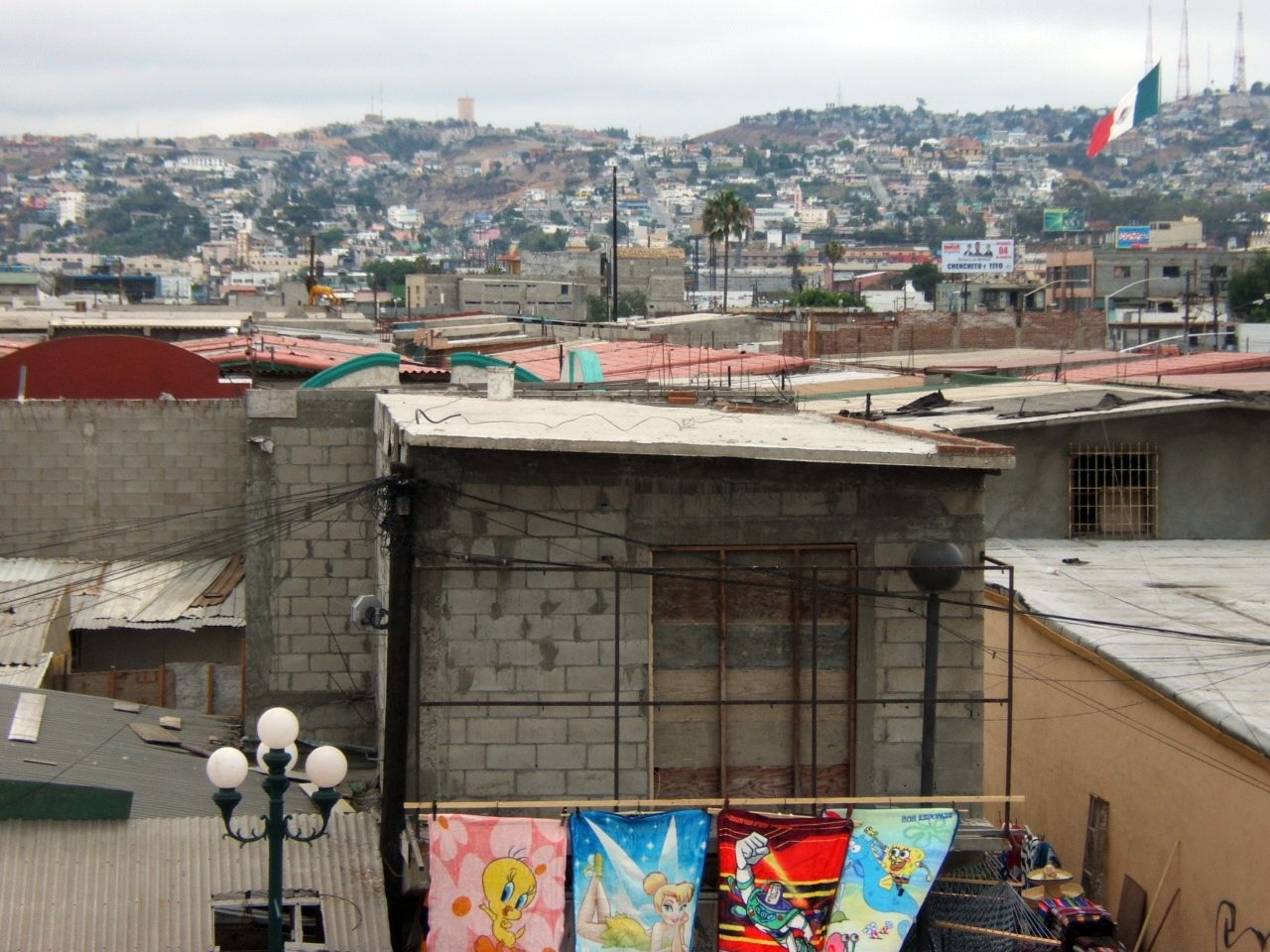
Volksbezirk mit informell gebauten Häusern in Tijuana
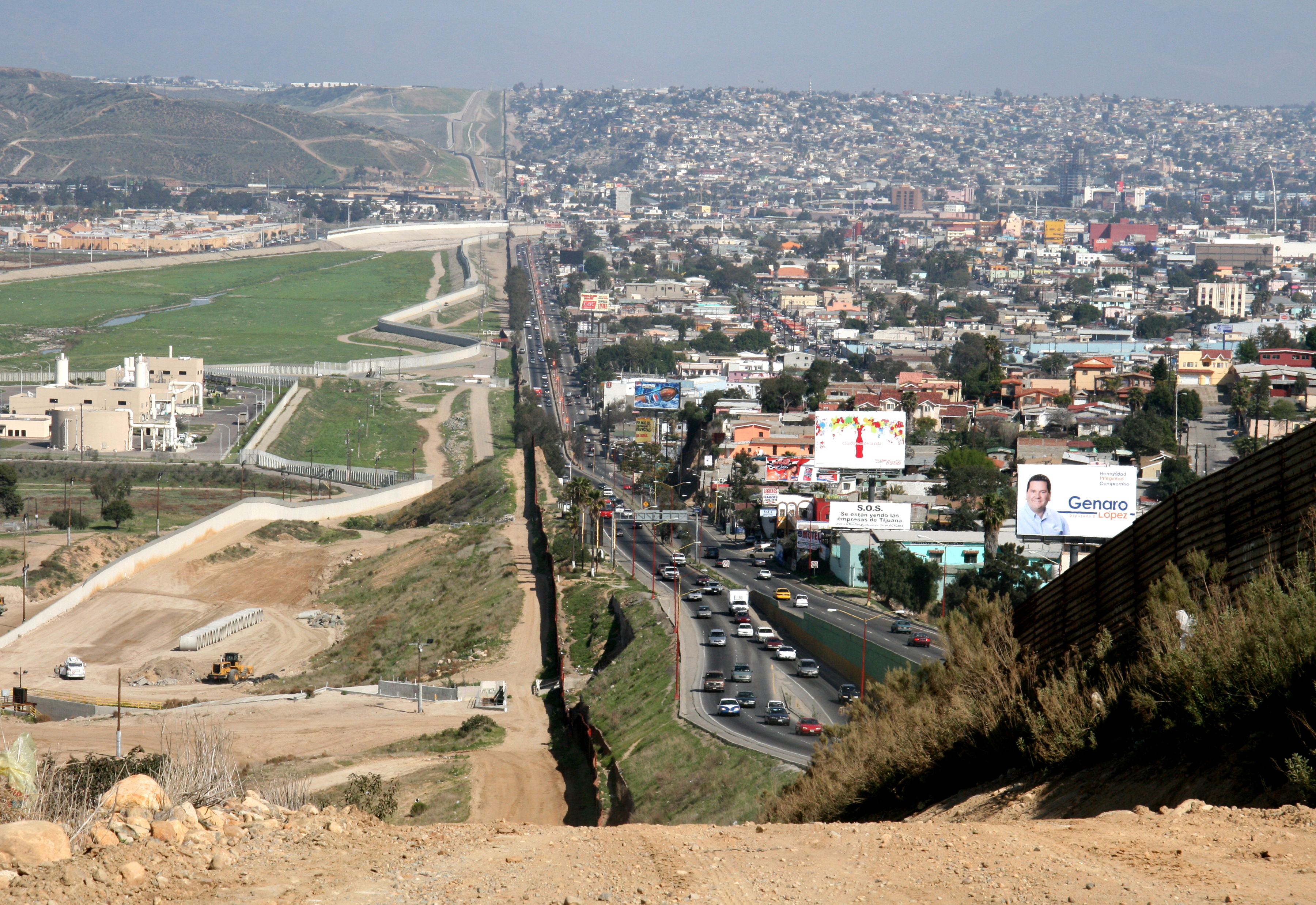
Grenzsicherung zwischen San Diego (links) und Tijuana (rechts)
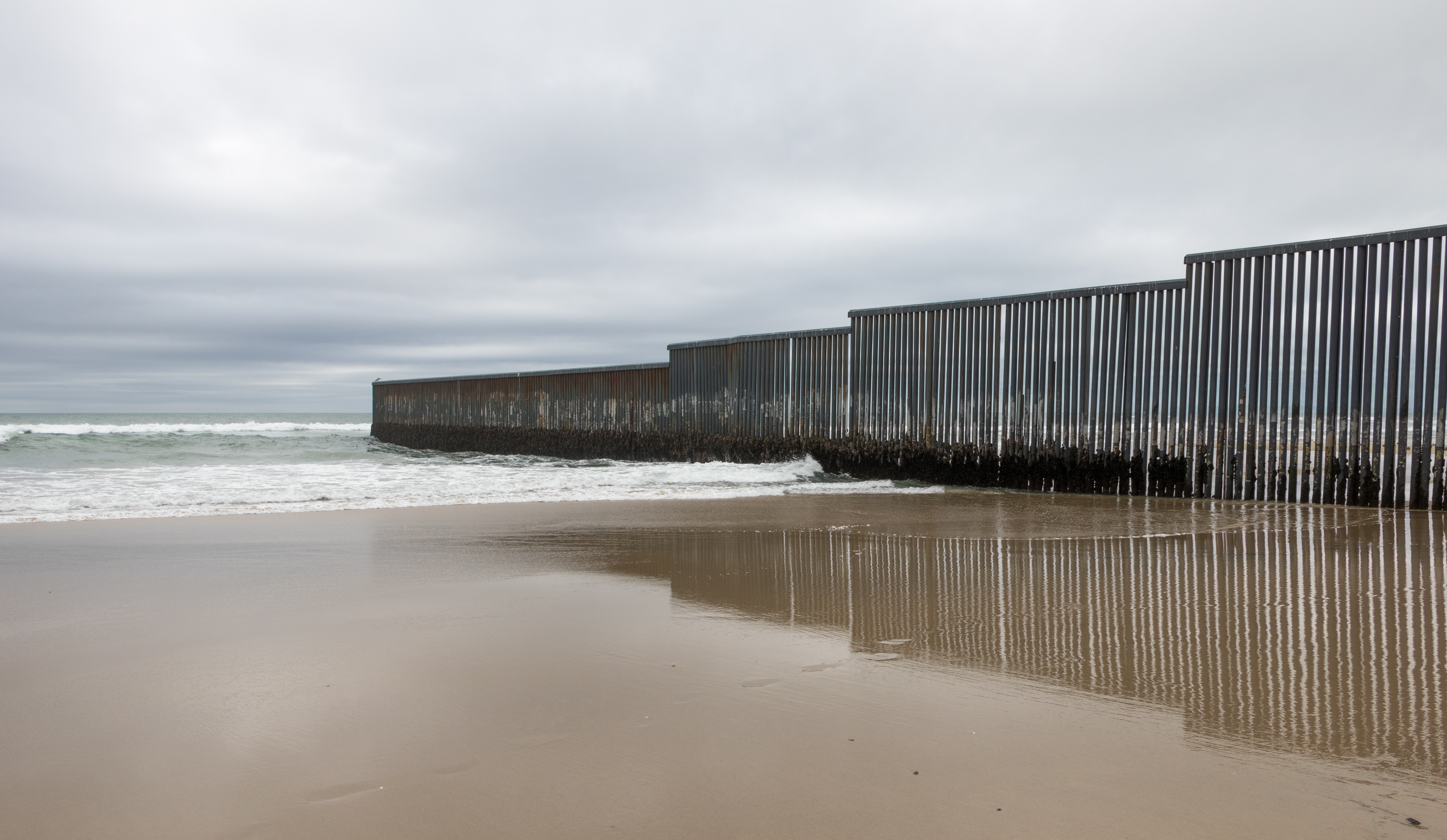
Bei Tijuana in den Pazifik hineinreichende Grenzbefestigung („Mexican Wall“)

## Sonstiges
- Die berüchtigten Auseinandersetzungen zwischen dem Tijuana-Kartell und dem rivalisierenden Juárez-Kartell wurden 2000 von Hollywood in dem Film Traffic – Macht des Kartells porträtiert.
- Auf dem 1957 aufgenommenen und 1962 erschienenen Album Tijuana Moods verarbeitete der US-amerikanische Kontrabassist und Komponist Charles Mingus die Eindrücke seines Besuchs in Tijuana musikalisch.
- Herb Alpert hatte mit seiner Band The Tijuana Brass in den 1960er Jahren einige große Instrumentalhits.
- Der Sänger Manu Chao verarbeitete die Probleme der Stadt in dem Song Welcome to Tijuana.
- Das Lied Tijuana Lady der Band Gomez gehört zum Soundtrack für den Film Lost Souls – Verlorene Seelen mit Winona Ryder und Ben Chaplin.
- Die aus der Stadt stammende Band Tijuana No! widmet sich in ihren gesellschaftskritischen Texten verschiedenen Problemen in der mexikanischen und US-amerikanischen Politik.
- In den 1920er und 1930er Jahren hatte Tijuana mit der Mexicali Beer Hall die angeblich „größte Bar der Welt“.
- In Tijuana befindet sich eine große deutsche Schule (Deutsches College Cuauhtemoc Hank).
- Marsimotos zweite Videoauskopplung vom Album Ring der Nebelungen trägt den Titel Tijuana Flow.

## Städtepartnerschaften
Die Stadt Tijuana unterhält folgende Städtepartnerschaften:
- Busan, Südkorea
- Cincinnati, USA
- Havanna, Kuba
- La Paz (Baja California Sur), Mexiko
- Laredo (Texas), USA
- León (Mexiko), Mexiko
- Mazatlán, Mexiko
- Panjin, China
- San Diego, USA
- Saragossa, Spanien
- Słubice, Polen
- Wuhan, China

## Söhne und Töchter der Stadt
- Elsa Cárdenas (* 1935), Schauspielerin
- Gabino Zavala (* 1951), römisch-katholischer Weihbischof in Los Angeles
- Lupita D’Alessio (* 1954), Schauspielerin und Sängerin
- Luis Alberto Urrea (* 1955), mexikanisch-US-amerikanischer Schriftsteller
- Francisco Blake Mora (1966–2011), Politiker
- Raúl Pérez (* 1967), Boxer im Superbantam- und Bantamgewicht
- José Quirino (* 1968), Boxer im Superfliegengewicht
- Marco Antonio Regil (* 1969), Fernsehmoderator
- Julieta Venegas (* 1970), Singer-Songwriterin
- Nicho El Millionaro (* 1971), Wrestler
- Mayra García (* 1972), Beachvolleyballspielerin
- Erik Morales (* 1976), Profiboxer
- Alejandro Hernández (* 1977), Tennisspieler
- Alejandro García (* 1979), Boxer im Halbmittelgewicht und zweifacher WBA-Weltmeister
- Diego Morales (* 1979), Boxer im Superfliegengewicht
- Fernando Arce (* 1980), Fußballspieler
- Jorge Torres Nilo (* 1988), Fußballspieler
- Moisés Velasco (* 1989), Fußballspieler
- Héctor Herrera (* 1990), Fußballspieler
- Tigre Hank (* 1991), Tennisspieler
- Zuleyka Silver (* 1991), Schauspielerin und Model
- Javier Mendoza (* 1991), Boxer und IBF-Weltmeister im Halbfliegengewicht
- Luis Nery (* 1994), Boxer und WBC-Weltmeister im Bantamgewicht
- Christian Carolina Jaramillo Quintero (* 1994), Fußballnationalspielerin
- Gabriela Schloesser (* 1994), mexikanisch-niederländische Bogenschützin
- Lucas Gómez (* 1995), Tennisspieler
- Jaime Munguía (* 1996), Boxer im Halbmittelgewicht
- Miguel Sarabia (* 1999), Volleyball- und Beachvolleyballspieler
- Víctor Guzmán (* 2002), Fußballspieler